# AE LIVE 2016/2018
AE_LIVE 2016/2018 — серія записів концертів британського дуету електронної музики Autechre, випущених 7 квітня 2020 року на Warp Records. Альбом складається з 7 записів їх живих виступів під час турів у 2016 та 2018 рр. Обидва тури мають варіації одного й того ж сету. Також AE_LIVE 2016/2018 відповідає попередній серії AE_LIVE, яка має інші сети.
| AE LIVE 2016/2018 track listing | AE LIVE 2016/2018 track listing | AE LIVE 2016/2018 track listing |
| #                               | Назва                           | Тривалість                      |
| ------------------------------- | ------------------------------- | ------------------------------- |
| 1.                              | «AE_LIVE_ZAGREB_061116»         | 66:36                           |
| 2.                              | «AE_LIVE_TALLINN_131116»        | 64:46                           |
| 3.                              | «AE_LIVE_HELSINKI_141116»       | 62:21                           |
| 4.                              | «AE_LIVE_OSLO_171116»           | 65:19                           |
| 5.                              | «AE_LIVE_NIJMEGEN_221116»       | 59:04                           |
| 6.                              | «AE_LIVE_MELBOURNE_220618»      | 77:28                           |
| 7.                              | «AE_LIVE_DUBLIN_150718»         | 82:15                           |
| 477:49                          |                                 |                                 |